# 桃山 (台湾)
桃山（とうざん）は、台湾の台中市和平区と新竹県尖石郷の境にある標高3,325mの山。雪覇国家公園の東端に位置する。

## 概要
武陵農場の北、七家湾渓の源流にも位置しており、台湾百岳では49位、武隆四秀の一つであり、その中で最も美しい山と知られている。

## 山名
馬里闊丸群タイヤル語では、桃山を「B'bu Ruyu」「B'bu Sbuyug」と呼び:152、葛菈拜群タイヤル語では桃山の周りに大きなススキの円形地形があるということから、「Tumaw Miquy」と呼ばれる:38。また環山や松茂一帯の部落のタイヤル族では「Rgyax Tqirux」と呼ばれ、「桃子山」を意味する:38。溪頭群タイヤル族では「B'bu Qba」と呼ばれ:158、「拳頭山」を意味する:上冊59-60。
西南側から見ると、この山が桃に似ていることから、日本統治時代にこの名がついた。

## 登山道
登山口は武陵農場から桃山瀑布へと向かう道路沿いにあり、最初は松で覆われた防火道を歩く。その後は視界が開け、武陵農場を望むことができる。距離は約4.5kmなのに対して、標高差は約1400mと急である。山頂からは雪山のカール地形や、大覇尖山・小覇尖山など聖稜線、南湖大山や中央尖山を望むことができる。
「武陵四秀ルート」を使えば品田山、池有山の登山口からも登ることができ、カラヘエ山へも縦走が可能である。桃山山頂から約5時間で往復可能。